# Jakó Géza (orvos)
Jakó Géza vagy Geza J. Jako (Budapest, 1930. augusztus 9. – Boston, 2015. november 1.) az Amerikai Egyesült Államokban élő magyar orvos, sebész, fül-, orr- és gégegyógyász, a Magyar Tudományos Akadémia külső tagja (2001).
Elévülhetetlen érdemeket szerzett a lágyrész mikrosebészetének bevezetésével, valamint a lézeres mikrosebészeti eljárások kifejlesztése, bevezetése és tökéletesítése terén. Krepuska Géza (1861–1949) orvos, fülgyógyász unokája, Krepuska István (1899–1978) fülgyógyász unokaöccse, Krepuska János (1925) vegyészmérnök unokatestvére, valamint Jakó Zsigmond Pál (1916–2008) történész, levéltáros, paleográfus távoli unokatestvére. Apai dédapja, a nagybányai Nagy Sándor orvosasszisztense volt Balassa János sebészprofesszornak, amikor 1858-ban Czermákkal a Szent Rókus Kórházban elsőként a világon bevezették a klinikai gégetükrözést.[forrás?]

## Életútja
A Budapesti Tanárképző Intézet Gyakorló Főgimnáziumát 1948-ban végezte el, ezt követően a Budapesti Orvostudományi Egyetemre iratkozott be. Általános orvosi oklevelét 1954-ben szerezte meg. „Osztályidegen” származása miatt az akkori Egészségügyi Minisztérium vidékre küldte dolgozni és 8 hónapot mint segédorvos Mezőtúron töltött, majd 1955 októberében[forrás?] a Péterfy Sándor utcai kórház fül-orr-gégészeti osztályán helyezkedett el. Az 1956-os forradalom idején a forradalmárok orvosi-egészségügyi ellátását szervezte a Péterfyben, majd a szabadságharc leverését követően elhagyta az országot. 1957 januárjában az Amerikai Egyesült Államokban telepedett le, s csakhamar beiratkozott a Harvard Egyetem fül-orr-gégészeti szakára, ahol 1959-ben szerezte meg szakorvosi oklevelét. 1957-től 1974-ig a Harvard Egyetem fül-, orr- és gégeklinikájának szakorvosaként dolgozott. 1973-tól a Bostoni Egyetem orvosi karának professzora, 2001-től professor emeritusa. Ezzel párhuzamosan a bostoni Northeastern University orvostechnika-professzora, valamint a Massachusetts Institute of Technology előadó tanára.

## Munkássága
Orvosi kutatásai főként a belsőfül-folyadékok élettanára, valamint a fülészeti és gégészeti megbetegedések műtéttanára vonatkoznak. Munkássága rendkívüli jelentőségű a lágyrészek endoszkópos, lézeres mikrosebészete terén. Az általa kidolgozott, ún. minimálinvazív vagy direct access sebészeti eljárások (MIDAS) bevezetésével és az ezeket segítő orvostechnikai műszerek kifejlesztésével hozzájárult egy új sebészeti irányzat megszületéséhez és elterjedéséhez. Az általa kidolgozott műtéti módszer alapja az, hogy a mágnesesmagrezonancia-spektroszkópiával (MRI) kontrollált, száloptikás endoszkóppal közvetített, lézerenergia hőkoagulációs nekrózist – vagyis a makromolekulák, fehérjék kicsapódását – idézi elő a megbetegedett szövetekben, a daganatban, s ez sejtelhaláshoz vezet. A műtéti folyamat optikai kontrollálásához az 1980-as években behatóan tanulmányozta a különböző fúziós diagnosztikai képalkotó eljárásokat (ultrahang, komputertomográfia, mágnesesmagrezonancia-spektroszkópia, pozitronemissziós tomográfia stb.). E korszerű műtéti módszerek együttesen lehetővé teszik különösen a gége és a torok megbetegedéseinek (pl. gégerák) funkciómegtartó – azaz a megbetegedett szervek, például a hangszalagok további működését biztosító – gyógyítását. Az általa kifejlesztett sebészi műszerek közül kiemelkedik a hasüreg és a szív mikrosebészetben egyaránt alkalmazott retraktor, a Jakoscope (’jakoszkóp’), illetve a modern gégesebészetben használt Jakó-féle gégetükör.
4 évig volt tagja az Amerikai Egyesült Államok Fül-orr-gégészeti Legfelsőbb Tanácsának és 4 évig az Általános Alapvető Orvostudományok Tanácsának. Ronald Reagan elnök 6 évre kinevezte az Elnöki Rák-tanácsadó Bizottság tagjának, majd id. Bush elnök a 3 tagú Legfelsőbb Elnöki Rák-tanácsadó Testület tagjának. Ő az egyedüli az amerikai orvosok közül, aki öt magas állami tanácsadó pozícióban szolgált. Két évig volt a FDA (orvosi műszer és berendezést jóváhagyó állami szervezet) fül-gégerészleg vezetője.
Szívügyének tekintette, hogy a Pécsi Orvosi Egyetemen beindulhasson az angol nyelvű orvosképzés. 1984-ben, amikor az egyetemen beindul az angol nyelvű orvosképzés, saját költségén három bostoni egyetem tananyagát, jegyzeteket, könyveket juttatott el az egyetem részére. 1990-ben az első doktori avatásra szintén saját költségükre – feleségével együtt – Pécsre hozattak 220 db akadémiai köntöst és kiegészítőit, amelyet az egyetemnek ajándékoztak.
A Magyar Nemzeti Múzeum különtermében lévő „Magyar Tudósok, akik a XX. századot alkották” című kiállítás anyagában, a mintegy 20 tudós között Jakó Géza munkássága is hirdeti az évszázad tudományos jelentőségét.

## Társasági tagságai és elismerései

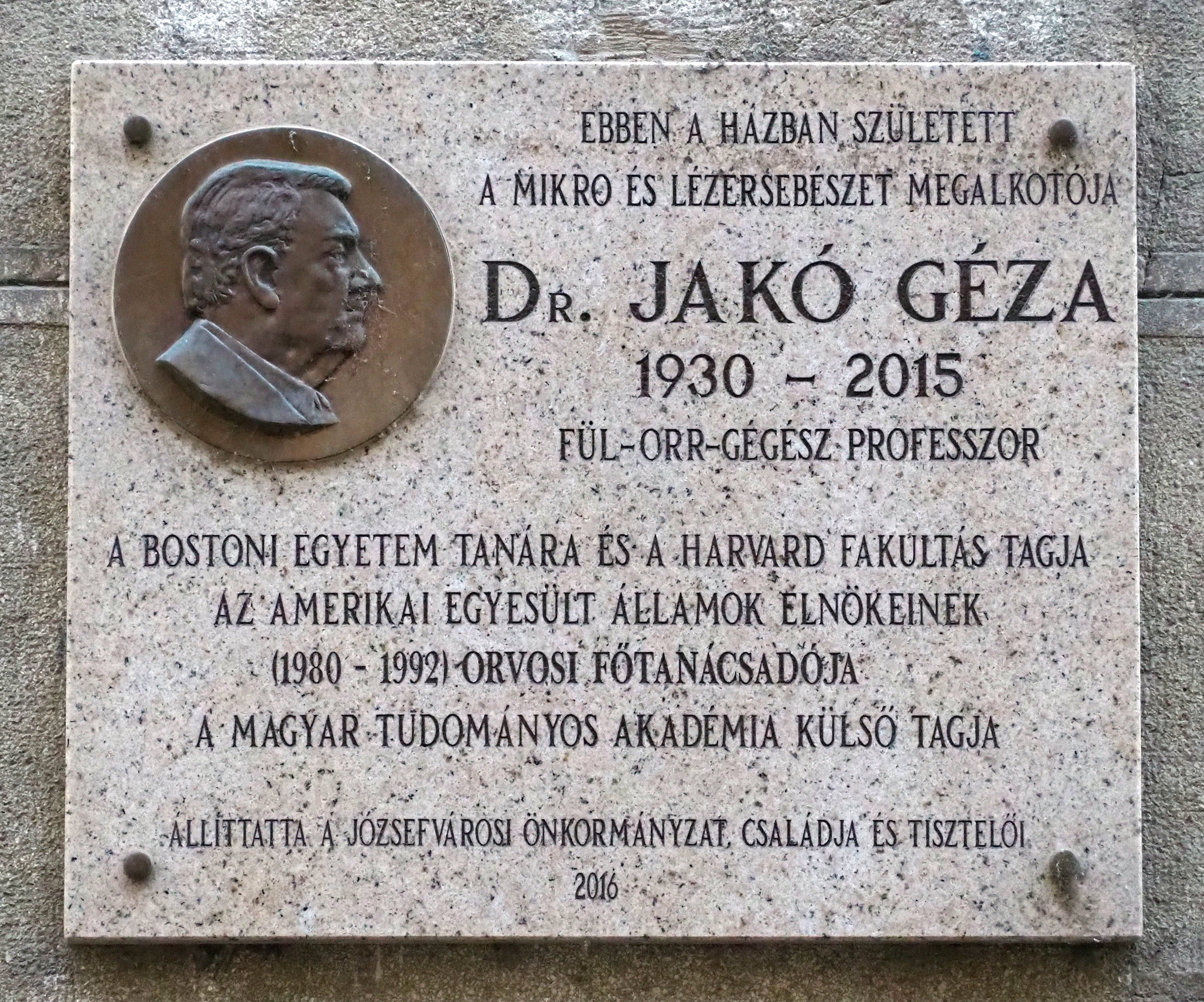
Emléktáblája Budapest VIII. kerületében

Tudományos eredményei elismeréseként 1972-ben és 1984-ben a Semmelweis-emlékérem díjazottja volt, 2001-ben pedig a Magyar Tudományos Akadémia külső tagjává választották. Akadémiai székfoglalóját A minimális invazív sebészet kifejlesztése – fél évszázad munkássága címen 2002. október 29-én tartotta meg. 1998-tól a Magyar Sebészeti Társaság, 2000-től a Magyar Fül-orr-gégészeti Társaság tiszteletbeli tagja, a Semmelweis Egyetem díszdoktora. A Kálvin téri református templom tiszteletbeli presbitere, valamint a magyar Vitézi Rend kitüntetettje.[forrás?]
Az Amerikai Egyesült Államokban is számos díjat kapott tudományos munkásságáért: a George Washington-emlékérmet (1966), az Amerikai Fülészeti és Gégészeti Akadémia nagydíját (1967), az Amerikai Orvosi Egyesület tudományos aranydíját (1972), az Amerikai Lézersebészeti Társaság tudományos nagydíját (1977), valamint a Harvard Egyetem díját (1995). Tiszteletbeli tagja az Amerikai Lézersebészeti Társaságnak, valamint az Amerikai Magyar Orvosok Társaságának elnöke, emellett 1970–1974 között az Amerikai Magyar Republikánus Szövetség elnöki tisztét is betöltötte.
Ez utóbbi társaságnak díszelnöke volt Teller Ede, akivel hosszú éveken át barátságot és tudományos kapcsolatot tartott fenn. (Jakó Géza közbenjárására fogadta Reagan elnök Teller Edét és hallgatta meg elképzeléseit a csillagháborúról.)

## Kötetei
- szalárdi Jakó Géza: Életutam. Memoirs; NDP, Bp., 2011